# Humongochela englundi
Humongochela englundi är en tvåvingeart som beskrevs av Neal L. Evenhuis 2004. Humongochela englundi ingår i släktet Humongochela och familjen styltflugor.
Artens utbredningsområde är Marquesasöarna. Inga underarter finns listade i Catalogue of Life.